# Lexington Battle Green
Le Lexington Battle Green ou Lexington Common est le site de la bataille de Lexington en 1775, au début de la guerre d'indépendance des États-Unis. Il est inscrit au Registre national des lieux historiques et est National Historic Landmark. Ce parc du centre de Lexington dans le Massachusetts avait été acheté par souscription de certains citoyens de la ville en 1711.
En 1775, des miliciens locaux ont émergé de la Buckman Tavern à côté du parc et a formé deux lignes pour faire front à l'arrivée des troupes britanniques. Les premières victimes de la guerre suivent l'échange de tirs.
Le parc sert de zone pour la reconstitution annuelle des batailles de Lexington et Concord. Le Minute Man, une statue représentant le chef de la milice de Lexington John Parker, se dresse à l'extrémité orientale du parc.

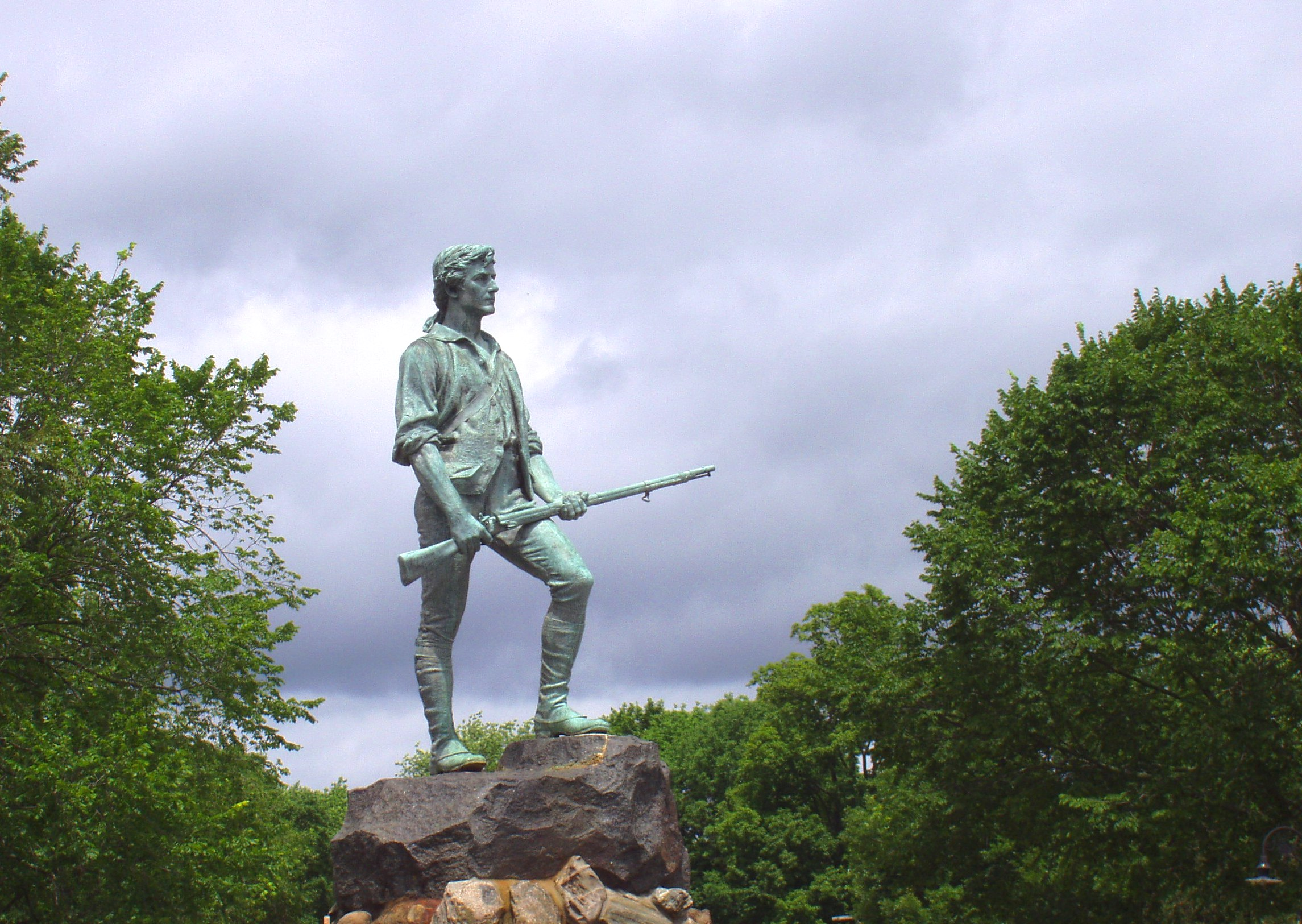
Statue du Minute Man (John Parker) par Henry Hudson Kitson.